# Mosómedvefélék
A mosómedvefélék (Procyonidae) az emlősök (Mammalia) osztályának ragadozók (Carnivora) rendjébe, ezen belül a kutyaalkatúak (Caniformia) alrendjébe tartozó család.

## Tudnivalók
A mosómedvefélék kizárólag Amerikában őshonosak. Kis és közepes termetű fajok, többnyire hosszú farokkal. Első és hátsó végtagjaikon egyaránt öt ujj van, melyek végén rövid, hajlott karmokat viselnek. Talpon járó állatok, tépőfoguk kicsiny, vakbelük nincs. Habár a ragadozók rendjébe tartoznak, a mosómedvefélék mindenevők. Magányos életmódú fajok és családi közösségekben élők egyaránt vannak közöttük. A mosómedveféléknek összesen 40 darab foguk van {\displaystyle {\tfrac {3.1.4.2}{3.1.4.2}}}, ez alól kivételt képez a farksodró, amelynek csak 36 foga van {\displaystyle {\tfrac {3.1.3.2}{3.1.3.2}}}.

## Kifejlődésük
Korábban a kutatók minden fosszilis mosómedvefajt a Bassariscus nembe helyeztek, hiszen ezt tartották a család legősibb ágának. A mosómedveféléket, mint családot a kutyafélék (Canidae) egyik korai elágazásának vélik; az előbbi család mindenevőbb, mint a kutyafélék. A család legnagyobb fajgazdagsága Közép-Amerikában van; Dél-Amerikába, csak a pliocén kor idején, az úgynevezett nagy amerikai faunacsere következtében jutottak el, a Cyonasua nembeli fajok kezdeményezésével.
A genetikai vizsgálatok szerint ez a ragadozócsalád, két ágra - ez esetben alcsaládra - oszlik; az ősibb Potosinae-ra és az újabb Procyoninae-ra. A két ág körülbelül 22,6 millió évvel ezelőtt válhatott szét. A ma is létező nemek, nagyjából 17,7 millió, illetve 10,2 millió éve jelentek meg.

## Rendszerezés
A családba az alábbi 2 alcsalád, valamint 6 élő nem és 19 fosszilis nem tartozik:
- Procyoninae - alcsalád
  - Procyonini - nemzetség
    - Procyonina - alnemzetség
      - Procyon Storr, 1780 - típusnem; 3 élő faj és 1 fosszilis faj;[6] kora pliocén - jelen

    - Nasuina - alnemzetség
      - Nasua Storr, 1780 - 2 élő faj és 2 fosszilis faj
      - Nasuella Hollister, 1915 - 2 élő faj

- Bassariscini - nemzetség
  - Bassariscus Coues, 1887 - 2 élő faj és 2 fosszilis faj

- Potosinae - alcsalád
  - Bassaricyon J. A. Allen, 1876 - 4 élő faj
  - Potos Geoffroy Saint-Hilaire & G. Cuvier, 1795 - 1 élő faj

Az alábbi fosszilis nemek még nincsenek alcsaládokba, nemzetségekbe besorolva:
- †Amphinasua
- †Angustictis
- †Arctonasua Baskin, 1982 - 5 fosszilis faj; középső miocén - kora pliocén
- †Bassaricynoides
- †Brachynasua
- †Broiliana
- †Chapalmalania Ameghino, 1908 - 2 fosszilis faj; pliocén
- †Cyonasua Ameghino, 1885 - 9 fosszilis faj; késő miocén - pleisztocén
- †Edaphocyon
- †Myxophagus
- †Pachynasua
- †Parahyaenodon[7]
- †Paranasua
- †Parapotos
- †Probassariscus
- †Protoprocyon
- †Sivanasua
- †Stromeriella
- †Tetraprothomo[7]

### Fordítás
- Ez a szócikk részben vagy egészben  a   Procyonidae című angol Wikipédia-szócikk ezen változatának fordításán alapul.  Az eredeti cikk szerkesztőit annak laptörténete sorolja fel. Ez a jelzés csupán a megfogalmazás eredetét és a szerzői jogokat jelzi, nem szolgál a cikkben szereplő információk forrásmegjelöléseként.
- Ez a szócikk részben vagy egészben  a   List of procyonids című angol Wikipédia-szócikk ezen változatának fordításán alapul.  Az eredeti cikk szerkesztőit annak laptörténete sorolja fel. Ez a jelzés csupán a megfogalmazás eredetét és a szerzői jogokat jelzi, nem szolgál a cikkben szereplő információk forrásmegjelöléseként.